# 楔药宿檐属
楔药宿檐属（学名：Hottarum）是天南星科的一属。

## 下属物种
本属包括以下物种：
- 楔药宿檐 Hottarum truncatum (M.Hotta) Bogner & Nicolson